# Callistola papuensis
Callistola papuensis is een keversoort uit de familie bladkevers (Chrysomelidae). De wetenschappelijke naam van de soort werd in 1957 gepubliceerd door Gressitt.